# دونیا وربیتسا
دونیا وربیتسا (به لاتین: Donja Vrbica) یک منطقهٔ مسکونی در مونته‌نگرو است که در شهرداری پتنیکا واقع شده‌است. دونیا وربیتسا ۱۱۴ نفر جمعیت دارد.